# Метрика Леві
В математиці, метрика Леві — метрика на просторі функцій розподілу одновимірних випадкових величин. Це особливий випадок метрики Леві-Прохорова, названа на честь французького математика Поля Леві.

## Означення
Нехай {\displaystyle F,G:\mathbb {R} \to [0,1]} дві функції розподілу ймовірностей. Визначимо відстань Леві між ними як
{\displaystyle L(F,G):=\inf\{\varepsilon >0|F(x-\varepsilon )-\varepsilon \leq G(x)\leq F(x+\varepsilon )+\varepsilon ,\ \forall \ x\in \mathbb {R} \}.}
Інтуїтивно, якщо між графіками F і G вписати квадрати зі сторонами, паралельними осям координат (в точках розриву графіка додати вертикальні сегменти), то довжина сторони найбільшого такого квадрата дорівнює {\displaystyle L(F,G)}.